# Leonardo Loredan

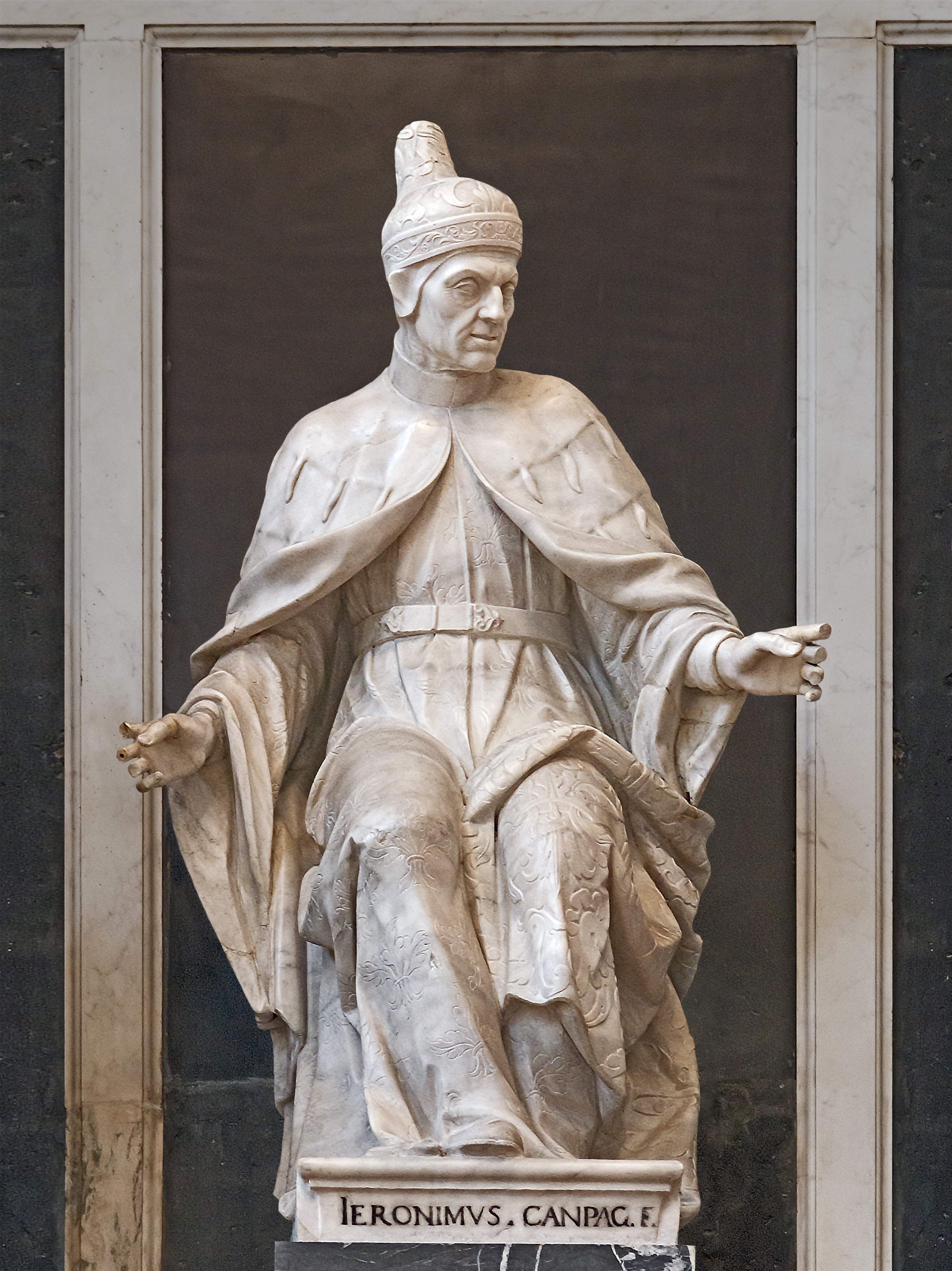
Leonardo Loredans gravmonument i kyrkan Santi Giovanni e Paolo i Venedig.

Leonardo Loredan, född den 16 november 1438 i Venedig, död där den 21 juni 1521, var en venetiansk doge. 
Loredan blev doge 1501. Under hans tid led venetianarna mot Ludvig XII av Frankrike nederlaget vid Agnadello (1509) och inrättades statsinkvisitionen (tremannarådet).